# Liste des communes d'Alava

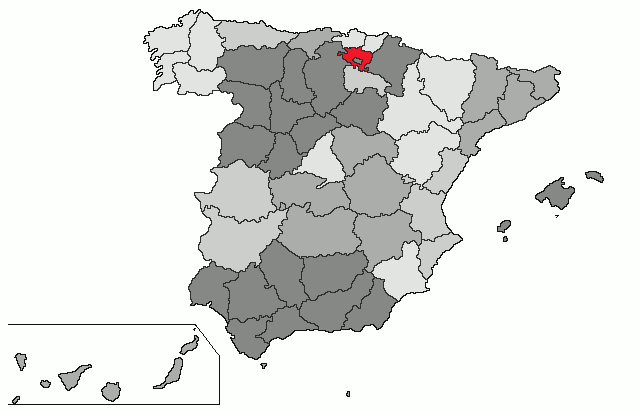
Localisation de la province d'Alava

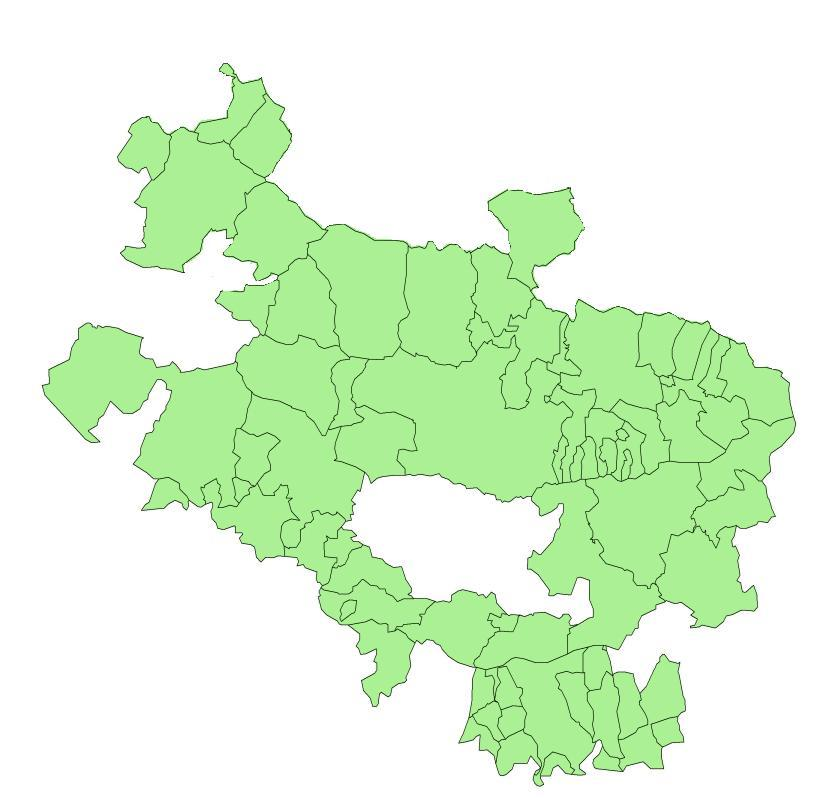
Carte des communes d'Alava

Liste des 51 communes d'Alava, province de la communauté autonome du Pays basque (Espagne)

## Communes et données de population
| Nom Officiel                   | INE code | Nom en espagnol     | Nom en basque       | Population 2006 | Population 2011 |
| ------------------------------ | -------- | ------------------- | ------------------- | --------------- | --------------- |
| Alegría-Dulantzi               | 01001    | Alegría de Álava    | Dulantzi            | 2 189           | 2 988           |
| Amurrio                        | 01002    | Amurrio             | Amurrio             | 9 632           | 10 145          |
| Añana                          | 01049    | Añana               | Añana               | 182             | 172             |
| Aramaio                        | 01003    | Aramayona           | Aramaio             | 1 490           | 1 535           |
| Armiñón                        | 01006    | Armiñón             | Armiñon             | 179             | 204             |
| Arraia-Maeztu                  | 01037    | Arraya-Maestu       | Arraia-Maeztu       | 728             | 741             |
| Arratzua-Ubarrundia            | 01008    | Arrazua-Ubarrundia  | Arratzua-Ubarrundia | 862             | 994             |
| Artziniega                     | 01004    | Arceniega           | Artziniega          | 1 631           | 1 878           |
| Asparrena                      | 01009    | Aspárrena           | Asparrena           | 1 583           | 1 709           |
| Ayala-Aiara                    | 01010    | Ayala               | Aiara               | 2 625           | 2 846           |
| Baños de Ebro-Mañueta          | 01011    | Baños de Ebro       | Mañueta             | 367             | 320             |
| Barrundia                      | 01013    | Barrundia           | Barrundia           | 795             | 936             |
| Berantevilla                   | 01014    | Berantevilla        | Berantebila         | 442             | 479             |
| Bernedo                        | 01016    | Bernedo             | Bernedo             | 569             | 588             |
| Campezo                        | 01017    | Campezo             | Kanpezu             | 1 075           | 1 133           |
| Elburgo-Burgelu                | 01021    | Elburgo             | Burgelu             | 480             | 645             |
| Elciego                        | 01022    | Elciego             | Eltziego            | 932             | 1 079           |
| Elvillar-Bilar                 | 01023    | Elvillar            | Bilar               | 350             | 356             |
| Harana-Valle de Arana          | 01056    | Valle de Arana      | Harana              | 329             | 290             |
| Iruña de Oca-Iruña Oka         | 01901    | Iruña de Oca        | Iruña Oka           | 2 437           | 3 125           |
| Iruraiz-Gauna                  | 01027    | Iruraiz-Gauna       | Iruraitz-Gauna      | 474             | 573             |
| Kripan                         | 01019    | Cripán              | Kripan              | 188             |                 |
| Kuartango                      | 01020    | Cuartango           | Kuartango           | 364             |                 |
| Labastida                      | 01028    | Labastida           | Bastida             | 1 434           | 1 521           |
| Lagrán                         | 01030    | Lagrán              | Lagran              | 191             |                 |
| Laguardia                      | 01031    | Laguardia           | Guardia             | 1 485           | 1 596           |
| Lanciego-Lantziego             | 01032    | Lanciego            | Lantziego           | 673             |                 |
| Lantarón                       | 01902    | Lantarón            | Lantaron            | 957             |                 |
| Lapuebla de Labarca            | 01033    | Lapuebla de Labarca | Lapuebla Labarka    | 842             |                 |
| Laudio-Llodio                  | 01036    | Llodio              | Laudio              | 18 478          | 18 564          |
| Legutio                        | 01058    | Villarreal de Álava | Legutio             | 1 517           |                 |
| Leza                           | 01034    | Leza                | Leza                | 222             |                 |
| Moreda de Álava                | 01039    | Moreda de Álava     | Arabako Moreda      | 274             |                 |
| Navaridas                      | 01041    | Navaridas           | Navaridas           | 211             |                 |
| Okondo                         | 01042    | Oquendo             | Okondo              | 1 032           | 1 159           |
| Oyón-Oion                      | 01043    | Oyón                | Oion                | 2 929           | 3 374           |
| Peñacerrada-Urizaharra         | 01044    | Peñacerrada         | Urizaharra          | 260             |                 |
| Ribera Alta                    | 01046    | Ribera Alta         | Erribera Goita      | 602             |                 |
| Ribera Baja-Erribera Beitia    | 01047    | Ribera Baja         | Erribera Beitia     | 1 098           | 1 436           |
| Salvatierra-Agurain            | 01051    | Salvatierra         | Agurain             | 4 217           | 5 019           |
| Samaniego                      | 01052    | Samaniego           | Samaniego           | 308             |                 |
| San Millán-Donemiliaga         | 01053    | San Millán          | Donemiliaga         | 716             |                 |
| Urkabustaiz                    | 01054    | Urcabustaiz         | Urkabustaiz         | 1 048           | 1 379           |
| Valdegovía-Gaubea              | 01055    | Valdegovía          | Gobiaran ou Gaubea  | 1 076           |                 |
| Villabuena de Álava-Eskuernaga | 01057    | Villabuena de Álava | Eskuernaga          | 325             |                 |
| Vitoria-Gasteiz                | 01059    | Vitoria             | Gasteiz             | 227 568         | 239 949         |
| Yécora-Iekora                  | 01060    | Yécora              | Iekora              | 286             |                 |
| Zalduondo                      | 01061    | Zalduendo de Álava  | Zalduondo           | 176             |                 |
| Zambrana                       | 01062    | Zambrana            | Zanbrana            | 362             |                 |
| Zigoitia                       | 01018    | Cigoitia            | Zigoitia            | 1 407           | 1 758           |
| Zuia                           | 01063    | Zuya                | Zuia                | 1 329           | 2 452           |